# Ängaätten
Ängaätten är en nutida benämning på en lågfrälseätt från Småland. Sätesgården var Änga (därav det nutida namnet) i Aringsås socken, Allbo härad i Småland. Ätten är känd från slutet av 1300-talet och dog ut på 1480-talet. Ättens stamfader är Lasse Ölfsson.
Vapen: snedbjälke
Lasse Ölfsson var häradshövding i Allbo hd åtminstone 1380-1385. Han blev fogde i Värend 1389. Hans hustru var förmodligen en oäkta dotter till danska riksrådet Abraham Brodersson. De hade sönerna Harald, Gustav och Bengt.

## Sönerna
Harald Laurensson (son till Lasse Ölfsson) nämns 1409-1418. Han var häradshövding i Allbo hd 1409. Han gifte sig cirka 1410 med Bengta, dotter till Liya Håkansson. De hade sönerna Laurens (Lars, gift Katarina Trolle, dotter till Birger (Birgersson) Trolle den yngre). och Erland, samt dottern Birgitta.
Gustav Laurensson (son till Lasse Ölfsson) nämns 1412-1463. Han var 1430-1431 fogde i Värend. 1435 blev han riksråd och var det ännu 1446. Tillsammans med Birger Birgersson (Trolle) d.y. var han 1439-1440 hövitsman på Kalmar slott. 1441 var han häradshövding i Allbo hd. Han blev riddare mellan 4 juli 1441 och 1442 – troligen vid kung Kristoffers kröning i Uppsala 14 september 1441.
Han var hövitsman på Åbo slott på 1450-talet. Under Karl Knutssons regering var han ett av de riksråd som flydde till Danmark varifrån han återkom 1457. Mellan 1457 och 1461 var han lagman i Tiohärad. 1463 är han åter riksråd. Han gifte sig senast 1439 med Margareta Olfsdotter, dotter till Olof Haraldsson (Hjulstaätten). De hade sönerna Ficke och Erik, samt dottern Anna.
Bengt Laurensson (son till Lasse Ölfsson) nämns 1412-1426. Han blev fogde i Värend något av åren 1425-1426.